# Derefunda majella
Derefunda majella är en insektsart som först beskrevs av George Willis Kirkaldy 1906.  Derefunda majella ingår i släktet Derefunda och familjen vedstritar. Inga underarter finns listade i Catalogue of Life.